# Aellopos blaini
Abagrotis blaini este o specie de molie din familia Sphingidae. Este răspândită în Cuba, Jamaica, Hispaniola și Puerto Rico.
Larvele au ca principală sursă de hrană sepcii de Rubiaceae.